# Isabelino Gradín
Isabelino Gradín (Montevidéu, 8 de julho de  1897 — 21 de dezembro de 1944) foi um futebolista e velocista uruguaio. Negro, nasceu no famoso bairro Palermo, da capital uruguaia que, juntamente com o Barrio Sur, abriga grande parte da população afro-uruguaia.
Começou a carreira em 1913, aos 15 anos, no Club Agraciada, que disputava a 3ª divisão uruguaia. Mas seu bom futebol rapidamente foi reconhecido e, em 1914, passou rapidamente pelo Peñarol.
Ainda muito jovem, foi cedido ao Olímpia, também de Montevidéu, clube do qual lhe deu projeção e impulsionou seu futebol. Em 1915, aos 18 anos, retornou ao Peñarol, onde se consagrou como um dos primeiros ídolos negros, para muitos o primeiro na história do futebol juntamente com seu companheiro de equipe Juan Delgado. Pelo aurinegro ou manya venceu os campeonatos uruguaios de 1918 e de 1921, na função de extremo direito.
Em 1916, já afamado nas canchas uruguaias, foi chamado para integrar as cores de seu país na primeira edição do Campeonato Sul-Americano de Futebol (atual Copa América), que fazia parte dos festejos do centenário da declaração da independência da Argentina. Nesse torneio ocorreu um fato inusitado: depois da vitória de 4x0 sobre os chilenos, os dirigentes da delegação andina tentaram anular o jogo, alegando que os uruguaios haviam contratado dois atletas africanos (Isabelino Gradín e Juan Delgado) chamados pejorativamente pelos chilenos de atletas do carnaval. A confirmação da nacionalidade uruguaia dos dois valeu um ponto a mais na luta contra o racismo.
Jogou 24 partidas pela Celeste Olímpica entre 1915 e 1927, marcando 10 tentos com a camiseta celeste.
Em 1919, na edição carioca do Campeonato Sul-Americano de Atletismo, Isabelino (que era corredor do Club Olímpia) além de ser destaque em sua equipe que acabou vice-campeã, quebrou o recorde sul-americano dos 800 metros rasos, sendo cognominado de O terror das pistas.
Segundo o jornalista Mario Filho, em seu precioso livro O Negro no futebol brasileiro, no momento em que  futebol brasileiro quando começou a dar oportunidade ao ingresso de jogadores negros, a crônica especializada sempre aludia à figura de Gradín: depois do aparecimento do inolvidável ponteiro direito houve uma praga de Gradins no Brasil [carece de fontes?]. Prova irrefutável de que a sua arte futebolística transcendeu o pequenino Uruguai, e fez história no gigantesco Brasil.
Apesar da sua importância no futebol, Isabelino Gradín morreu em 1944, pobre e com apenas 47 anos.
1. 1 2  Filardi, Eric (10 de setembro de 2020). «Isabelino Gradín: artilheiro na corrida contra o racismo e inspiração dos poetas». Futebol na Veia. Consultado em 5 de fevereiro de 2021